# Pošta
Pošta (tal. posta: postaja za izmjenu konja, od lat. posita statio: stalna postaja) je skup poštanskih usluga što ih obavljaju poštanske organizacije, a obuhvaća prijam, usmjeravanje, prijenos i uručenje običnih pismovnih pošiljaka (pisma, dopisnice, tiskanice, sekogrami, aerogrami, paketi), knjiženih pošiljaka (preporučene pismovne pošiljke, vrijednosna pisma, paketi, pošiljke s označenom vrijednosti, pošiljke za slijepe, izravna pošta, uputnice) te obavljanje posebnih, dopunskih i ostalih poštanskih usluga i platnog prometa (uplata, isplata) i dr. na željenu adresu. Tradicionalno su pošte u javnom ili državnom vlasništvu.
Dosadašnji monopol države u sve više država slabi. U mnogim zemljama brojna privatna poduzeća se natječu na tržištu dostave paketa i pošiljki. Dostava pisama je aktivnost od javnog interesa.
Terminom pošta označavaju se također pošiljke koje prenosi poštanska služba, poslovna korespondencija, zgrade poštanskih organizacija, poštanska organizacija jedne zemlje i poštanska organizacija cijeloga svijeta sa svjetskim poštanskim prometom u cjelini.

## Poštanski promet
Poštanski promet je skup poštanskih usluga što ih obavljaju poštanske organizacije preko jedinica i sredstava poštanske mreže (izravno s korisnicima) i jedinica poštanskoga prometa (unutarnja služba otpreme i prijevoza). Poštanske usluge čine pismovne, paketske i poštansko-uputničke usluge. Posebne poštanske usluge (posebna rukovanja) odnose se isključivo na usluge za već preuzete pošiljke na prijenos po posebnom zahtjevu korisnika: preporučeno, hitno, avionom, uz povratnicu, uz naplatu otkupnine, izdvojeno rukovanje i dr. Dopunske poštanske usluge odnose se na dopunski zahtjev pošiljatelja ili primatelja, kao što su: izmjena ili dopuna adrese, vraćanje ili čuvanje pošiljke i dr. Ostale poštanske usluge odnose se na potraživanje pošiljke, dostavu paketa, prethodni carinski pregled, izdavanje potvrda, prijepisa, fotokopija i dr. Poštanske pošiljke mogu biti obične (primanje i uručenje obavlja se bez potvrde i o takvim pošiljkama pošta ne vodi evidenciju) i knjižene (primanje i uručenje obavlja se uz potvrdu, a o njima pošta vodi određene evidencije). U manipuliranju poštanskim pošiljkama pošta upotrebljava poštanski žig, koji sadrži naziv pošte, oznake za dan, mjesec, godinu i sat, poštanski broj i oznaku radnoga mjesta. 

## Povijest
Dokument o organiziranom prijenosu vijesti u Egiptu datira iz 2300. pr. Kr. U Kini u doba dinastije Zhou (1066. do 221. pr. Kr.) pošta je služila isključivo za potrebe carskoga dvora. Perzijanci su najvjerojatnije prvi za prijenos vijesti upotrebljavali konjanike. Najstariji izravan izvor o glasničkoj službi Egipta, Papirus iz Hibeha, potječe približno iz 300. pr. Kr. i najstariji je takav dokument u povijesti pošte. Sadrži upute o prijenosu pisma, zapošljavanju glasnika, izboru putova, vrsti pošiljaka i njihovim primateljima. Adresat je najčešće bio faraon ili njegov ministar financija, pa se smatra da se ostalo stanovništvo nije moglo koristiti glasničkom službom. U staroj Grčkoj prijenos vijesti obavljali su kuriri (gramatofori) i brzi kuriri (hemerodromi), a prijenos vijesti olakšavala je pomorska trgovina, najčešće usmenom predajom. Rimljani su u 1. st. stvorili državnu prometnu organizaciju cursus publicus. Utvrđene su fiksne udaljenosti između postaja (u najpovoljnijem slučaju pješak je dnevno prevaljivao 70 km, a konjanik 200 km). Rimljani su se prvi počeli redovito koristiti konjskim zapregama za prijevoz poštanskih pošiljaka. U hrvatskim krajevima organizacija cursus publicus izgradila je za svoje potrebe mrežu cesta s organiziranim postajama. U Bizantu su uzduž glavnih putova postavljene relejne postaje; prijenos hitnih vijesti organiziran je na mazgama i devama, a ostale vijesti prenosili su glasnici pješaci. Kod Inka su prijenos vijesti obavljali chasqui, poštanski teklići. U Kini je za dinastije Song (960. – 1279.) služba iz prisilne postala plaćenom, a poštari su raspoređeni u 3 razreda: glasnici pješaci, glasnici konjanici i poštari za prijenos hitnih vijesti. Dopušten je i prigodan prijenos privatne pošte. Za mongolske dominacije (13. – 15. st.) poštanska je služba raspolagala, prema M. Polu, s 10 000 relejnih postaja i 200 000 konja. Snažniji razvoj »glasništva« u Europi počeo je u 13. st. Posebnu glasničku mrežu stvorili su trgovci, zahvaljujući brzini svojih glasnika, trgovci su često saznali političke novosti prije vladara. Pojedine obrtničke udruge (cehovi) osnovali su obrtničke glasničke službe (npr. mesarska pošta u južnoj Njemačkoj; na putovanjima mesari su se oglašavali puhanjem u goveđi rog, poslije simbol poštanske službe). Od 13. st. i gradovi su organizirali glasničku službu, koja je u 15. i 16. st. pokrivala zemlje srednje i zapadne Europe (cijenjeni su bili glasnici Dubrovačke Republike). Glasnike su također držali Crkva i sveučilišta. U Veneciji je 1305. osnovano glasničko društvo "Compagnia dei corrieri della Illustrissima Signoria". Od 16. st. glasnici su postupno ustupali mjesto poštonošama, predstavnicima ujedinjene, svima pristupačne organizacije. U Italiji je Milansko vojvodstvo uvelo glasničku štafetu i povezalo ju s poštanskim putovima prema Njemačkoj, Austriji i južnoj Italiji. U Veneciji su corrieri dobili monopolistički položaj, koji su izgubili jedino u 17. st., kada se u talijanskim gradovima ustoličuju strani poštanski uredi. Početkom 15. st. Franz von Taxis organizirao je prvu poštansku liniju između Innsbrucka i Malinesa s vezom za Milano. God. 1505. smatra se prijelomnom u povijesti europske glasničke službe, koja se pretvorila u koncesioniranu Taxisovu poštu. Maksimilijan I. prepustio je 1516. organizaciju, održavanje i eksploataciju poštohoda obitelji Taxis, koja je dobila pravo prijenosa službene i osobne pošte. Obitelj Thurn-Taxis postala je koncesionarom s koncesijama za pošte u Austriji, Francuskoj, Italiji, Španjolskoj, Švicarskoj, Poljskoj, njemačkim državama te na području Hrvatske (zajedno s obitelji Paar); Ferdinand I. naložio je uspostavu prvoga poštohoda prema Hrvatskoj (od Graza do Jastrebarskoga) 1525., a 1529. uveden je poštohod Beč–Zagreb. Pošta je u tom razdoblju počela dobivati status javne službe (poštanski regal, redovite poštanske veze, utvrđeni smjerovi poštanskih linija i utvrđene cijene za prijenos pošiljaka). U 16. i 17. st. francuski vladari centralizirali su prijenos svih pošiljaka u organizaciji državne pošte (etatizacija pošta), te potkraj 17. st. ukinuli glasničke pošte. God. 1627. Francuska je propisala i prvu službenu pismovnu tarifu. Za Luja XIV. počela je izgradnja cestovne mreže, prve nakon one koju su izgradili Rimljani. Oko 1680. London je imao organiziranu dostavu pisama u dom, 7 puta na dan, uz taksu od 1 penija za pismo. Organizacija je prozvana Penny Post. U Švicarskoj je 1675. Beat von Fischer sklopio ugovor o zakupnini pošta s kantonom Bern i međunarodne poštanske ugovore s drugim kantonima, Thurn-Taxisovom poštom i poštama nekih drugih zemalja. U Švedskoj je na organizaciju poštanske službe utjecao Tridesetogodišnji rat, pa je neko vrijeme služila isključivo za potrebe vojske. Na propisima zasnovana poštanska služba Danske i Norveške počela je djelovati u 18. st. U Rusiji prva nastojanja u organiziranju pošte datiraju iz 17. st. U 18. st. izgrađena je poštanska cestovna mreža, a u 19. st. znatno se povećao broj poštohoda. Tada je najduži poštohod na svijetu postala Sibirska transverzala s odvojkom za Peking. Opsluživali su ju konjanici na otpornim malim konjima. U Kini je pošta pod dinastijom Qing (1644. – 1911.) bila podijeljena na glasničku poštu za prijenos običnih službenih pošiljaka i štafetnu poštu za prijenos hitnih pošiljaka. U Japanu je nakon više stoljeća raznolikoga glasničkog organiziranja 1871. bila osnovana državna pošta. U Turskoj je prijenos stoljećima obavljalo društvo trkača sehi, a 1541. sultan Selim organizirao je golublju poštu.
Prekomorski organizirani prijenos poštanskih pošiljaka počeo je otvaranjem prve transatlantske linije (1702.) između Portsmoutha i Barbadosa (jedrenjacima).
Poštanska organizacija na tlu Sjeverne Amerike spominje se u 17. st. Visoke poštanske takse i nepravilnosti u prijenosu uzrokovale su osnivanje privatnih tvrtki poput Pony Expressa. Rowland Hill predložio je 1837. da se težinsko-daljinski tarifni sustav Ujedinjenoga Kraljevstva zamijeni jedinstvenom tarifom od 1 penija, za pismo koje nije teže od 1/2 unce (oko 14,2 g), a za podmirenje tarife predložio je poštansku marku. Parlament je odobrio prijedlog i 1840. prihvatio Penny-Post, te je od tada počela praktična primjena poštanske marke.
Izumom lokomotive, a poslije automobila i zrakoplova počelo je novo razdoblje u prijenosu poštanskih pošiljaka. Vrlo brzo nakon puštanja u promet prve željezničke pruge (1825. Stockton–Darlington) pošta je povjerila željeznici prijevoz poštanskih pošiljaka, a potom je nabavila vlastite poštanske vagone u kojima se za vožnje obavljalo razvrstavanje pošiljaka (prvi poštanski vagon upotrijebljen je 1838. između Londona i Birminghama); potkraj 19. st. pojavljuju se i poštanski vlakovi. U Hrvatskoj je prijevoz poštanskih pošiljaka željeznicom počeo 1862. U Velikoj Britaniji i Njemačkoj 1898. počela je uporaba automobila u poštanske svrhe. God. 1911. obavljen je prvi zrakoplovni poštanski let (između indijskih gradova Allahabad i Naini), a prvi poštanski let na redovitoj liniji organiziran je 1918. između New Yorka, Philadelphije i Washingtona. U velikom broju zemalja u okviru poštanskog prometa od sredine 19 st. odvijao se i telegrafski, a potom i telefonski promet.
U Hrvatskoj je 11. kolovoza 1848. (8 godina nakon osnivanja poštanske službe u Srbiji) bila osnovana prva nacionalna poštanska uprava sa sjedištem u Zagrebu pod imenom Vrhovno hrvatsko-slavonsko upraviteljstvo pošta.
U razdoblju Kraljevine SHS odnosno Kraljevine Jugoslavije pošta je bila pod upravom različitih ministarstava (neko vrijeme posebnoga Ministarstva pošta, telegrafa i telefona), a u socijalističkoj Jugoslaviji Direkcija Pošte, telegrafa i telefona (PTT) bila je dio Zajednice jugoslavenskog PTT-a. Sabor RH je 10. listopada 1990. utemeljio javno poduzeće Hrvatska pošta i telekomunikacije (HPT), koje je 1999. razdvojeno na Hrvatske telekomunikacije i Hrvatsku poštu.

## Međunarodne poštanske organizacije
Međunarodni poštanski odnosi isprva su se temeljili na privatnim konvencijama, a zatim na međunarodnim bilateralnim ugovorima. Prva multilateralna poštanska konferencija održana je u Bogoti 1838., kada su Venezuela, Ekvador i Nova Granada (danas Kolumbija) osnovale poštanski savez. Američki ministar pošte Montgomery Blair 1862. dao je inicijativu za saziv međunarodne konferencije koja bi predložila osnove za multilateralni poštanski aranžman. Na toj konferenciji u Parizu 1863. sudjelovali su delegati iz 15 zemalja Europe i Amerike. Predstavnici 21 od 22 zemlje članice Međunarodne poštanske konferencije potpisali su 9. rujna 1874. u Bernu Bernski poštanski ugovor, kojim je utemeljen Opći savez pošta (Union générale des postes; od 1878. Svjetski poštanski savez – Union postale universelle). To je jedna od najstarijih međunarodnih organizacija, a od 1947. specijalizirana je organizacija UN-a. Sjedište Saveza i njegovih stalnih tijela nalazi se u Bernu. Tijela Saveza su kongres, koji se sastaje svake pete godine, administrativne konferencije, Izvršno vijeće, Savjetodavno vijeće za poštanske studije, posebne komisije i Međunarodni biro. Hrvatska pošta punopravna je članica Svjetskoga poštanskog saveza od 1992.